# Reykjaneshryggur
Reykjaneshryggur – podwodny wulkan (80 m p.p.m.) położony 34 km od wybrzeży południowo-zachodniej Islandii. Ostatnia niepotwierdzona erupcja miała miejsce w 1970 r., ostatnia potwierdzona – w 1926 r. Jest uznawany za część większego systemu wulkanicznego o nazwie Reykjanes.